# Никонова, Любовь Алексеевна
Любовь Алексеевна Никонова (3 января 1951, Самарская область, СССР — 4 мая 2012, Новокузнецк, Российская Федерация) — русская поэтесса, прозаик, педагог, член Союза писателей СССР (с 1985 года) и Союза писателей России. Почётный работник общего образования РФ.

## Биография
Родилась 3 января 1951 года в селе Владимировка Самарской области. Прабабушкой поэтессы была знаменитая владимирская паломница Лекса (Александра Андреевна Швецкова).
Окончила Новокузнецкий пединститут, филологический факультет. Работала учителем в селе Ваганово Кемеровской области, научным сотрудником литературно-мемориального музея Ф. М. Достоевского в Новокузнецке. Вела детско-юношеские литературные студии, студию «Берег» в Новокузнецком филиале-институте КемГУ, была руководителем городского литературного объединения «Гренада». Преподавала в Новокузнецком православном духовном училище, в Центре духовно-нравственного воспитания и образования Института повышения квалификации в Новокузнецке, вела в журнале «Огни Кузбасса» рубрику «Православные чтения». Любовь Алексеевна часто выступала на конференциях, вела мастер-классы; читала лекции, вела научно-исследовательскую работу по изучению православной культуры края.
Автор более двадцати книг стихов и прозы О её поэзии писали критик Ал Михайлов, поэт Роберт Винонен и другие. Стихи Л. Никоновой публиковались в журналах: «Новый мир», «День и ночь», «Москва», «Наш современник», «Роман — газета», «Смена», «Сибирские огни», Огни Кузбасса", «Кузнецкая крепость», в поэтических сборниках.
Литературоведческие эссе Любови Никоновой «Дорога без конца» рассказывают о творчестве кузбасских поэтов и писателей (В. Бурмистрова, С. Донбая, В. Мазаева, В. Баянова, Н. Колмогорова и др.)
Скончалась 4 мая 2012 года в Новокузнецке.

## Отзывы
Савва Михайлов, литературный критик (Кемерово): «Эту прозу надо пить мелкими глотками, смакуя и вдыхая её душистый аромат. Написанная „буквами спокойной красоты“, она имеет и вкус, и запах, и цвет. Её можно потрогать — она плотная, крепкая, без зазоров, присущих так называемой „прозе поэта“, её осязаешь, воображаешь. Виртуозная простота. Жанр книг прозы Любови Никоновой можно определить как „заметы сердца“»
Мария Бушуева, прозаик, литературный критик (Москва): «Её лучшие стихи кажутся не написанными, а родившимися вместе с долгой приволжской равниной, старой просёлочной дрогой, куполом белой сельской церкви,— стихи легко становятся „светом, воздухом и ветром“, точно возвращаясь, произнесённые, к своим первоистокам. За ними стоит русская традиция — и поэтическая, и мировоззренческая. Они — из того светлого и лучшего в крестьянском космосе, что выражено старинным словом „лад“, из той народной пытливости, того внезапного порыва — поднять глаза к небу, развернувшему свою звёздную ткань над старинным селом»
Екатерина Тюшина, писатель (Кемерово): «Лирику Любови Никоновой, можно назвать лирикой женского страдания, которая в России пользуется особой популярностью. Но в отличие от современной, открытой и беззастенчивой поэзии, её стихи скромны. Они выстроены на полутонах, на сдержанных мечтаниях, робких признаниях. (..) Любовь Алексеевна Никонова была и остается яркой звездой на литературном небосклоне Кузбасса. Она была глубоко духовным человеком, свет её души и сердечная доброта согревали всех, кто с ней когда-либо соприкасался».

## Награды
- Медали «За особый вклад в развитие Кузбасса III степени», «За служение Кузбассу», «За достойное воспитание детей»
- Почетный знак «За заслуги перед городом Новокузнецком» (2011 г.)[1].
- Премии «Образ», «Молодость Кузбасса»
- Лауреат журнала «Огни Кузбасса» 2007 года в номинации «Поэзия»

## Книги
автор поэтических книг:
- «Скрипичный ключ» (Кемерово, 1974),
- «Праземля» (Кемерово, 1984),
- «Я живу под столетней ветлой» (М., 1988),
- «Перед чудом жизни» (Кемерово, 1990),
- «Загадка спасения» (Кемерово, 1993),
- «Ветер Апокалипсиса» (Новокузнецк, 1993),
- «Живые источники» (ИПК, Новокузнецк, 1997),
- «Чтобы воскреснуть на этом лугу» (Кемерово, 1997),
- «Знаки внимания» (Кемерово, 1998),
- «Лики любви» (Новокузнецк, ИПК, 2002)
- «Похожи встречи на подарки» (Кемерово, 2003),
- «Над звездами горящая звезда» (Кемерово, 2006),
- книга прозы «Мир благословенный» (Кемерово, 2006),
- «Под знаком праздника» (Кемерово, 2009),
- «Свет неотступный» (Кемерово, 2008),
- «Знакомый мир неузнаваемый» (Кемерово, 2011).

## Память
28 января 2020 года Новокузнецкий горсовет присвоил библиотеке «Веста» в Орджоникидзевском районе имя Любови Никоновой.